# هوهير كاستين
هوهير كاستين (بالإنجليزية: Hoher Kasten)‏ هو أحد جبال سلسلة جبال الألب أبينزيل وجزء من القمة الأم سانتيس يقع في كانتون أبينزيل إينرهودن وكانتون سانت غالن, سويسرا. يبلغ ارتفاع الجبل حوالي 1791 متر، بينما يبلغ ارتفاع نتوء الجبل 251 متر.